# John David Bland
John David Bland (* 22. Oktober 1963; † 31. August 1998 in Los Angeles, Kalifornien, Vereinigte Staaten) war ein US-amerikanischer Schauspieler.

## Biografie
Er begann seine Schauspielkarriere 1987 als Nebendarsteller in der Komödie Soul Man. Tank Girl war sein letzter Film.
Er starb am 31. August 1998 in Los Angeles.

## Filmografie (Auswahl)

### Filme
- 1986: Soulman (Soul Man)
- 1990: Aufstieg in den Tod (Storm and Sorrow; Fernsehfilm)
- 1995: Tank Girl

### Serien
- 1988: Flugzeugträger U.S.S. Georgetown (Supercarrier; 8 Folgen)
- 1990: Unter der Sonne Kaliforniens (Knots Landing; 3 Folgen)
- 1991: Tropical Heat (Tropical Heat; 22 Folgen)